# Angelika Reißner
Angelika Reißner (* 1974 oder 1975 in München) ist eine ehemalige deutsche Schauspielerin.

## Leben
Angelika Reißner wuchs in München auf. Dort absolvierte sie auch ihre schulische Laufbahn, die sie mit dem Abitur beendete.
Sie war in ihrer Kindheit und Jugend als Schauspielerin vor der Kamera tätig. Bereits ab ihrem vierten Lebensjahr wirkte sie in mehreren Werbespots mit, darunter auch in einem für die Deutsche Bank. Im Jahr 1981 spielte sie die Rolle der Claudia in der Fernsehserie Anderland. Einem Millionenpublikum bekannt wurde sie vor allem durch ihre Rolle der Angela „Angie“ Gessner in der Serie Die Schwarzwaldklinik. Diese Rolle spielte sie von 1986 bis zur Einstellung der Serie im Jahr 1989. Zudem war sie im Jahr 1988 in dem Film Eine starke Frau zu sehen. Von 1995 bis 1996 spielte sie in der Serie Jede Menge Leben (Folge 8–376) die Rolle der Nicole Fuchs.
Reißner, die nie eine professionelle Schauspielausbildung absolvierte, wirkte bis Mitte der 1990er-Jahre auch an verschiedenen Theaterhäusern in mehreren Theaterstücken mit und war gelegentlich als Synchronsprecherin für Zeichentrickfilme aktiv. Danach zog sie sich aus dem Rampenlicht zurück und war später beruflich in der Tourismus-Branche tätig.

## Filmografie
- 1981: Anderland (Fernsehserie)
- 1986–1989: Die Schwarzwaldklinik (Fernsehserie, 39 Folgen)
- 1988: Eine starke Frau (Spielfilm)
- 1995–1996: Jede Menge Leben (Fernsehserie, 368 Folgen)